# Lalabel
Lalabel (魔法少女ララベル?, Mahō shōjo Raraberu, lett. "La ragazza magica Lalabel") è un anime mahō shōjo, prodotto dalla Toei Animation e trasmesso in Giappone su TV Asahi tra il febbraio 1980 e il febbraio 1981. In Italia è stato mandato in onda per la prima volta su Italia 1 dal 12 aprile 1982, con un totale di 48 dei 49 episodi trasmessi.
Dall'anime è stato tratto un adattamento manga, ad opera di Eiko Fujiwara. Nel luglio 1980, a serie in corso, fu trasmesso anche uno special TV di 15 minuti intitolato Mahō shōjo Lalabel: Umi ga yobu natsuyasumi (魔法少女ララベル 海が呼ぶ夏休み? lett. "La ragazza magica Lalabel: il mare chiama le vacanze estive"), inedito in Italia.

## Trama
Nel tentativo di fermare Biscus mentre ruba oggetti magici, la maghetta Lalabel cade insieme a lui nel mondo degli esseri umani. Non potendo più fare ritorno nel mondo della magia, Lalabel viene adottata dai Tachibana, una coppia di anziani, a patto di tenere segreta la sua vera identità. Qui farà subito amicizia con Teko e Toko e conoscerà altre persone. Mentre Lalabel impara a conoscere gli usi e costumi del mondo umano, deve vedersela con Biscus e Ochiba sempre pronti a derubare o a truffare il prossimo al solo scopo di dare la possibilità a Biscus di rimpinzarsi di tagliatelle.

## Personaggi

### Principali
Lalabel Tachibana (立花 ララベル?, Tachibana Raraberu)
Doppiata da: Mitsuko Horie (ed. giapponese), Angelina Contaldi (ed. italiana)
È una ragazza di dieci anni che possiede una bacchetta magica a forma di paletta con impressa una stellina (che è chiusa nel suo medaglione rimpicciolita, ma assume dimensioni maggiori quando questa viene tirata fuori) e dicendo la formula "Balala Lula" lancia le sue magie. Ha un gatto di nome Bila come mascotte. A fine episodio scrive nel suo diario le sue esperienze con un proverbio citato dal nonno.
Biscus Takabayashi (ビスカス高林?, Bisukasu Takabayashi)
Doppiato da: Takashi Tanaka (ed. giapponese), Nino Scardina (ed. italiana)
È un mago malvagio che ha rubato la seconda valigia di oggetti magici alla protagonista per poi andare sulla Terra e diventare una celebrità. Dopo aver assaggiato per la prima volta un piatto di tagliatelle ne diventa così ghiotto al punto che esse diventeranno il suo piatto preferito. Per lanciare le sue magie si serve di un bastone da passeggio, del cilindro magico con un fiore di ibisco (da qui il nome Biscus) e all'occorrenza può usare i suoi lunghi baffi usando la formula "Alìp". Ha un gatto di nome Sebe (in Italia Seven) come mascotte.
Teruko "Teko" Takemura (竹村 テルコ 〈テコ〉?, Takemura Teruko "Teko")
Doppiata da: Noriko Tsukase (ed. giapponese), Susanna Fassetta (ed. italiana)
È la nipote legittima dei Tachibana, unica a conoscere il segreto di Lalabel dopo i nonni.
Toshiko "Toko" Matsumiya (松宮 トシコ 〈トコ〉?, Matsumiya Toshiko "Toko")
Doppiata da: Minori Matsushima (ed. giapponese), Laura Lenghi (ed. italiana)
Amica di Lalabel, a volte viene scambiata per un maschio. Di natura competitiva, vuole primeggiare negli sport.
Sakuzō Tachibana (立花 作造?, Tachibana Sakuzō)
Doppiato da: Jouji Yanami (ed. giapponese), Manlio Guardabassi (ed. italiana)
È il nonno adottivo di Lalabel; i bambini e sua moglie lo chiamano "nonno". Persona corretta ed educata, che però all'occorrenza sa essere severo con chi lo merita e a volte brontolone.
Ume Tachibana (立花 ウメ?, Tachibana Ume)
Doppiata da: Keiko Miyazaki (ed. giapponese), Laura Carli (ed. italiana)
È la nonna adottiva di Lalabel; i bambini e suo marito la chiamano "nonna". Mite e comprensiva
Tsumorō Ochiba (落葉 積郎?, Ochiba Tsumorō)
Doppiato da: Shigeru Tsuji (ed. giapponese), Willy Moser (ed. italiana)
È un giapponese che diventa socio di Biscus; spilungone in giacca e cravatta, appare con una foglia secca attaccata costantemente in testa (n.b. Ochiba in giapponese significa "foglia secca") e che spesso gli cade quando le cose vanno male. Il suo unico interesse è diventare ricco usando qualsiasi mezzo. Si rivela più di una volta pronto a tradire Biscus, ricevendo da quest'ultimo come punizione la trasformazione in animale, ma anche in questo caso gli rimane la foglia attaccata alla testa, tranne nell'episodio Okiba cane senza padrone, in cui Biscus gli fa perdere la parola nella trasformazione in un cane e nello stesso tempo la foglia.

### Secondari
Hanako Takemura (竹村 花子?, Takemura Hanako)
Doppiata da: Minori Matsushima (ed. giapponese), Anna Teresa Eugeni, Emanuela Fallini, Antonia Forlani e Liliana Jovino (ed. italiana)
È la madre di Teko. Nei primi episodi non vedeva di buon occhio Lalabel ed era pronta a giudicarla negativamente per ogni piccolo suo errore o difetto.
Takeo Takemura (竹村 竹男?, Takemura Takeo)
Doppiato da: Masaharu Satō (ed. giapponese), ? (ed. italiana)
È il padre di Teko.
Tsubomi Yuri (由利 つぼみ?, Yuri Tsubomi)
Doppiata da: Yumi Nakatani (ed. giapponese), Cinzia De Carolis e Gabriella Andreini (ed. italiana)
Una compagna di classe di Lalabel; è ricca e viziata, gli altri le stanno attorno solo per i suoi soldi.
Torakichi Yuri (由利 寅吉?, Yuri Torakichi)
Doppiato da: Issei Masamune (ed. giapponese), Giorgio Favretto e Renato Montanari (ed. italiana)
È il padre di Tsubomi.
Sugitarō Hasune (蓮根 杉太郎?, Hasune Sugitarō)
Doppiato da: Naoki Tatsuta (ed. giapponese), Paolo Turco (ed. italiana)
Compagno di banco di Lalabel, pratica judo e si è rivelato spesso dispettoso, ma si viene a sapere che in principio era molto legato alla mamma.
Matsutarō Hasune (蓮根 松太郎?, Hasune Matsutarō)
Doppiato da: Masashi Amemori (ed. giapponese), ? (ed. italiana)
È il padre di Sujitarō.
Matsue Hasune
Doppiata da: Yumi Nakatani (ed. giapponese), Antonia Forlani (ed. italiana)
È la madre di Sujitarō.
Morio Tsubaki (椿 森夫?, Tsubaki Morio)
Doppiato da: Kaneto Shiozawa (ed. giapponese), Paolo Turco (ed. italiana)
È un ragazzo per cui Lalabel ha una cotta. In gamba in molti sport
Kaede Hanazono (花園 かえで?, Hanazono Kaede)
Doppiata da: Mieko Nobusawa (ed. giapponese), Emanuela Fallini (ed. italiana)
È la maestra della classe di Lalabel.
Minoru Sakura (佐倉 みのる?, Sakura Minoru)
Doppiato da: Tomiko Suzuki (ed. giapponese), Christian Fassetta (ed. italiana)
È un bambino che abita vicino a Lalabel. Lo si vede spesso giocare con lei.
Megumu Sakura (佐倉 めぐむ?, Sakura Megumu)
Doppiata da: Chiyoko Kawashima (ed. giapponese), Anna Teresa Eugeni, Liliana Jovino e Michetta Farinelli (ed. italiana)
Fa l'infermiera e passa poco tempo con il figlio.
Ryōnen Oshō (了然和尚?)
Doppiato da: Motomu Kiyokawa (ed. giapponese), Renato Montanari e Giorgio Favretto (ed. italiana)
È un monaco ed è anche il preside della scuola materna.

## Episodi
| Nº | Titolo italiano Giapponese 「Kanji」 - Rōmaji                                                     | In onda           | In onda |
| Nº | Titolo italiano Giapponese 「Kanji」 - Rōmaji                                                     | Giapponese        |         |
| 1  | Lalabel ragazza magica 「人間なんて大嫌い」 - Ningen nante daikirai                               | 15 febbraio 1980  |         |
| 2  | Un'amica per Lalabel 「秘密の仲間がもうひとり」 - Himitsu no nakama ga mōhitori                   | 22 febbraio 1980  |         |
| 3  | Le strisce 「横断歩道は通せんぼ」 - Ōdanhodō wa tōsenbo                                           | 1º marzo 1980     |         |
| 4  | Un giovane amico 「年下の男の子とつきあえば」 - Toshishita no otokonoko to tsukiaeba              | 8 marzo 1980      |         |
| 5  | Il candidato senza scrupoli 「名乗り出た町会長候補」 - Nanori deta chōkaichō kōho                 | 15 marzo 1980     |         |
| 6  | Trasferimento in Svizzera 「転勤なんていや」 - Tenkin nante iya                                   | 22 marzo 1980     |         |
| 7  | Il ragazzo del cielo 「大空をかける憧れの人」 - Oozora wo kakeru akogare no hito                  | 29 marzo 1980     |         |
| 8  | La nuova maestra 「美人先生は春風に乗って」 - Bijin sensei wa harukaze ni notte                   | 5 aprile 1980     |         |
| 9  | La riunione di classe 「ひとりぼっちの父母会」 - Hitoribocchi no fubokai                          | 12 aprile 1980    |         |
| 10 | Il regalo più bello 「誕生日と見えない贈り物」 - Tanjōbi to mienai okurimono                      | 19 aprile 1980    |         |
| 11 | L'amuleto portafortuna 「お守り袋にしまった秘密」 - Omamori-bukuro ni shimatta himitsu            | 26 aprile 1980    |         |
| 12 | L'agenzia matrimoniale 「仲人は小学五年生」 - Nakōdo wa shōgaku gonensei                          | 3 maggio 1980     |         |
| 13 | Fiore di loto 「再会の赤い靴」 - Saikai no akaikutsu                                              | 10 maggio 1980    |         |
| 14 | Scambio di diari 「交換日記の白いページ」 - Kōkannikki no shiroi peji                             | 17 maggio 1980    |         |
| 15 | Il piccolo procione 「ペットはいたずら子狸」 - Petto wa itazura kodanuki                          | 24 maggio 1980    |         |
| 16 | Il testimone misterioso 「嘘から生まれた美人」 - Uso kara umareta bijin                           | 13 giugno 1980    |         |
| 17 | La gita 「泣き笑いハイキング」 - Naki warai haikingu                                              | 27 giugno 1980    |         |
| 18 | La chiave di casa 「あこがれのカギッコ入門」 - Akogareno kagikko nyūmon                           | 4 luglio 1980     |         |
| 19 | Che ne dici di un nuovo preside? 「嫌われた園長先生」 - Kirawareta enchō sensei                   | 11 luglio 1980    |         |
| 20 | Evviva! Liti coniugali 「夫婦げんか大歓迎」 - Fūfu genka daikangei                                | 18 luglio 1980    |         |
| 21 | Ricercati, ladri di negozi 「ガードマンは賞金稼ぎ」 - Gadoman wa shōkin kasegi                    | 25 luglio 1980    |         |
| 22 | Forza nonna! 「町内のハッスルお婆ちゃん」 - Chōnai no hassuru o baa chan                          | 1º agosto 1980    |         |
| 23 | Vietata la magia al tennis 「テニスに魔法はダメよ」 - Tenisu ni mahō wa dame yo                   | 8 agosto 1980     |         |
| 24 | Il concorso fotografico 「ドッキリ写真コンテスト」 - Dokkiri shashin kontesuto                    | 15 agosto 1980    |         |
| 25 | Il mago del viottolo 「帰って来た神様」 - Kaettekita kamisama                                     | 22 agosto 1980    |         |
| 26 | La paura del topo gigante 「絵からぬけ出た大ねずみ」 - E kara nuke deta oo nezumi                 | 29 agosto 1980    |         |
| 27 | La famosa moda magica 「大もて魔法のファッション」 - Oomote mahō no fasshon                       | 5 settembre 1980  |         |
| 28 | Lanciamo il disegnatore di fumetti 「少女マンガ家売り込みます」 - Shōjo manga-ka urikomi masu     | 12 settembre 1980 |         |
| 29 | Perché piangi diavoletto 「いじめっ子なぜ泣くの」 - Ijimetsuko naze naku no                       | 19 settembre 1980 |         |
| 30 | Viaggio all'estero 「転んで当てた海外旅行」 - Koron de ateta kaigairyokō                          | 26 settembre 1980 |         |
| 31 | Il miglior mago del mondo 「世界で一番の魔法使い」 - Sekai de ichiban no mahōtsukai               | 3 ottobre 1980    |         |
| 32 | K.O. con il pugno magico 「ノックアウトは魔法のパンチ」 - Nokkuauto wa mahō no panchi             | 10 ottobre 1980   |         |
| 33 | Buonanotte a chi non dorme! 「秘密放送局からこんばんわ」 - Himitsu hōsōkyoku kara konbanwa        | 17 ottobre 1980   |         |
| 34 | Un intruso nel paese delle fate 「おとぎの国の侵入者」 - Otogi no kuni no shinnyūsha              | 24 ottobre 1980   |         |
| 35 | Il primo amore di Bila 「ビラの初恋」 - Bira no hatsukoi                                          | 31 ottobre 1980   |         |
| 36 | Il colpo giornalistico 「花の豆記者特ダネ合戦」 - Hana no mame kisha toku dane gassen             | 7 novembre 1980   |         |
| 37 | Amici per corrispondenza 「住所のないペンフレンド」 - Jūsho no nai penfurendo                     | 14 novembre 1980  |         |
| 38 | Se il gorilla è il suo amore… 「先生の恋人はゴリラ」 - Sensei no koibito wa gorira                | 21 novembre 1980  |         |
| 39 | L'infallibile chiromante 「バッチリ当たる占い師」 - Bacchiri ataru uranai-shi                     | 28 novembre 1980  |         |
| 40 | La regina del campo da tennis 「コートの女王にプロポーズ」 - Koto no joō ni puropozu              | 5 dicembre 1980   |         |
| 41 | Una gita in montagna 「スキー旅行のハプニング」 - Suki ryokō no hapuningu                         | 12 dicembre 1980  |         |
| 42 | La trappola del regalo di Capodanno 「お年玉のおとし穴」 - Otosibana no otoshi ana                | 19 dicembre 1980  |         |
| 43 | Magia proibita 「禁じられた魔法」 - Kinjirareta mahō                                              | 26 dicembre 1980  |         |
| 44 | - Inedito - 「星の王女の涙」 - Hoshi no ōjo no namida                                             | 2 gennaio 1981    |         |
| 45 | La ragazza americana 「アメリカから来た女の子」 - Amerika kara kita onnanoko                      | 9 gennaio 1981    |         |
| 46 | Ochiba cane senza padrone 「ここ掘れ！野良犬オチバ君」 - Koko hore! Norainu Ochiba-kun            | 16 gennaio 1981   |         |
| 47 | Un misterioso messaggio dall'universo 「宇宙からのふしぎな使者」 - Uchū kara no fushigi na shisha | 23 gennaio 1981   |         |
| 48 | La rapsodia dell'arrivederci 「さよならは愛のメロディー」 - Sayonara wa ai no merodi              | 30 gennaio 1981   |         |
| 49 | Una ragazza come tante 「人間って大好き」 - Ningen tte daisuki                                    | 27 febbraio 1981  |         |

## Sigle
Sigla di apertura
- Hello Lalabel (ハローララベル?), di Mitsuko Horie con Columbia Yurikago Kai

Sigla di chiusura
- Mahō shōjo Lalabel (魔法少女ララベル?), di Mitsuko Horie con Columbia Yurikago Kai

Sigla di apertura e di chiusura italiana
- Lalabel, musica e testo di Douglas Meakin e Lorenzo Meinardi, arrangiamento di Douglas Meakin, esecuzione e voci dei Rocking Horse e di Roberta Petteruti (cori)[4]

## Cameo
- Nell'episodio 21, nel reparto giocattoli dei grandi magazzini, appaiono per pochi secondi le action figure di Lulù e Yavoque: personaggi di Lulù l'angelo tra i fiori accanto alla meravigliosa protagonista Lalabel sempre in modo action figure.
- Sempre nell'episodio 21, all'interno della borsa di Sakiko, una dei personaggi minori di Lalabel, appare la scatoletta che raffigura il volto di Candy Candy e della spilla magica di Lulù della serie: Lulù l'angelo tra i fiori.
- Nell'episodio 44, tra le copertine del libro, appaiono per pochi secondi i personaggi degli anime targati Toei Animation, ossia Candy Candy, Lulù e la gattina Nanà di Lulù l'angelo tra i fiori.
- Sempre nell'episodio 44, Tsubomi, una delle amiche di Lalabel, impersona Candy Candy per opera del Mago Biscus.
- Nell'episodio 6, quando il padre di Teko, guarda la valigia sbagliata, a quello della figlia, all'interno del quale, appare raffigurato la foto di Lulù, di Lulù l'angelo tra i fiori.

## Altri media
In concomitanza della messa in onda in Italia, i personaggi e gli accessori di Lalabel, in forma di giocattoli, sono stati distribuiti in Italia dalla Polistil.